# Kamakahelei
Kamakahelei (c. XVIIIe siècle - 1794) était Aliʻi Aimoku, ou reine de l'île de Kauai. Elle était la gouvernante de Kauaʻi, régnant de 1770 à 1794. Elle était la souveraine de l'île de Kauai au moment où le capitaine James Cook a débarqué sur ses côtes.

## Biographie

### Ascendance
Kamakahelei était la fille unique du grand chef Kaumeheiwa, fils du grand chef Lonoikahaupu et de Kamuokaumeheiwa, et de son épouse, Ka'apuwai, fille de Peleioholani, souverain des îles Oahu et Kauai. Selon la tradition, son grand-père, Lonoikahaupu, était issu du 13e Alii Aimoku de Kauaʻi, Kalanikukuma. Sa famille a régné à Waimea et dans la partie sud-ouest de l'île, tout en restant subordonnée à la lignée des chefs de Kauai.

### Unions
Kamakahelei a succédé à son grand-père Peleioholani. Sous son règne, toutes les hautes lignées de chefs de Kauai ont été réunies. Elle s'est d'abord unie à Kaneoneo, également petit-fils de Peleʻioholani et prétendant au trône d'Oahu. Le père de Kaneoneo, Kūmahana, a été destitué par les chefs ʻEwa, qui l'ont remplacé par Kahahana. Ce dernier ayant été le dernier roi d'Oahu.
Elle et son premier mari ont deux filles : Lelemahoalani et Kawalu. Kaneoneo mourut lors de la rébellion à Oahu contre le roi Mauian Kahekili II en 1785 ou 1786. Kamakahelei épousa ensuite Kaeokulani, prince de Maui et frère de Kahekili II. Ils ont eu un fils, Kaumualiʻi. Ensemble, ils ont réuni la gouvernance de l'île de Niihau, domaine de son mari, et de l'île de Kauai.
Kamakahelei a entretenu une troisième relation avec un chef nommé Kini, dont l'histoire n'est pas bien connue. De cette union sont nés le prince Ikekeleiaiku et la princesse Na-maka-o-kaha’i. Ikekeleaiku fut le père de l'officier Robert Hoapili Baker, gouverneur de Maui, dont les descendants composent la maison de Kamakahelei aujourd’hui.

## Postérité

### Maison Kamakahelei
Après la mort de Kamakahelei en 1794, son mari, Kaeokulani, aurait peut-être brièvement régné à la place de son fils. Kaeokulani mourut la même année, à la bataille de Kukiiahu, à Kalauao, Oahu, le 12 décembre 1794. Son fils, Kaumualiʻi, continua à diriger le royaume de Kauai de manière indépendante jusqu'à ce qu'il accepte de devenir le vassal de Kamehameha le Grand.
Au XXIe siècle, le prince Darrick Lane Hoapili Līloa Kamakahelei Baker fut reconnu comme un ali'i nui et entame une campagne pour défendre l'intégrité du patrimoine royal d'Hawaï en devenant le protecteur provisoire des ordres royaux en suspens depuis le renversement de la monarchie. Le travail de la maison Kamakahelei aujourd'hui vise à promouvoir la culture et la langue hawaïenne et soutenant des programmes de santé bénéficiant au peuple hawaïen.

### Éducation
Le collège Kamakahelei, dans le district de Puhi, porte son nom. Cette école dessert le Kalaheo dans les districts de Hanamaulu sur l’île de Kauai.